# Ерхангер (Швабия)
Ерхангер също Ерхангер II (на немски: Erchanger, Erchangar II, * ок. 830, † 21 януари 917 г.) e missus dominicus, пфалцграф на Швабия от 892 г. и от 915 г. като Ерхангер II херцог на Швабия.

## Биография
Той произлиза от род Ахалолфинги и е син на пфалцграф Берхтхолд I (880/892, също наричан Ерхангер I) и Рихарда Швабска, дъщеря на Ерхангер Млади от род Етихониди († 864), граф в Елзас. По други източници майка му е Гизела от Източна Франкия (* 840; † 891), дъщеря на крал Лудвиг II Немски и Ема Баварска. Сестра му Кунигунда (* 880) се омъжва за Луитполд, маркграф на Карантания, и втори път за Конрад I. Брат му е Бертхолд II.
Ерхангер се жени за Берта († 966). През септември 915 г. той получава титлата херцог на Швабия и след това се съпротивлява против крал Конрад I.
Ерхангер участва в отстраняването на Бурхард I (от род Бурхардинги), който е екзекутиран през 911 г. заради държавно предателство. След това той и брат му Бертхолд стават най-влиятелните графове в Алемания.
През 913 г. избухва конфликт между Ерхангер и крал Конрад I. Като знак на сдобряването Ерхангер омъжва сестра си Кунигунда, чийто съпруг Луитполд точно е умрял, с Конрад I, който назначава Ерхангер като заместник на кралството в Швабия. Това води до противиречия с епископ Саломон III от Констанц и през 914 г. Ерхангер заповядва да го затворят. След това крал Конрад затваря Ерхангер и го праща в изгнание. Епископ Саломон получава свободата си обратно.
След една година, през 915, Ерхангер се връща обратно. Същата година той и брат му Бурхард II се бият на страната на баварския херцог Арнулф I победоносно против унгарците в битката на Ин. След това Ерхангер и Бурхард се съюзяват против крал Конрад I и го побеждават в битката при Валвис в Хегау. Ерхангер е провъзгласен за херцог на Швабия.
Заради прегрешенията му против краля и епископа Ерхангер е осъден през септември 916 г. от „Синода от Хоеналтхайм“ в Бавария на манастирски затвор. При опита им да се сдобрят с крал Конрад I, той и брат му са убити по време на пътуването им през януари 917 г. по заповед на краля. Земите на Ерхангер са конфискувани, неговата съпруга имала право да запази нейната собственост.